# Valentin Simonenko
 (avril 2025).
Si vous disposez d'ouvrages ou d'articles de référence ou si vous connaissez des sites web de qualité traitant du thème abordé ici, merci de compléter l'article en donnant les références utiles à sa vérifiabilité et en les liant à la section « Notes et références ».
Valentin Simonenko, en ukrainien : Валентин Костянтинович Симоненко, est un homme d'État ukrainien, Premier ministre en 1992.
Il a également été président de la Fédération d'alpinisme et d'escalade d'Ukraine.

## Biographie

### Carrière politique
Il fut Vice-premier ministre d'Ukraine en 1992 du gouvernement Fokine puis premier ministre par intérim, maire d'Odessa de 1983 à 1992.